# LVM
LVM або logical volume manager — це механізм в Linux, який дозволяє розподіляти дисковий простір більш гнучко ніж це можуть робити стандартні таблиці розбиття, як MBR або GPT. В Linux цей механізм реалізується підсистемою device mapper.
В інших UNIX операційних системах також схожі механізми. Але особливо потрібно відмітити схожість з HP-UX. Перші версії коду для linux написав Гайнц Мауельсгаґен (нім. Heinz Mauelshagen) 1998-го року, коли він працював в Sistina Software та брав участь в розробці архітектурі менеджера томів HP-UX (Logical Volume Management).
LVM — це проміжний рівень між дисками та їх розділами з одного боку та логічними томами з іншого боку.
Функції:
- Об'єднувати простір з різних дисків або розділів в спільний простір . Схоже як це робить JBOD в raid. Також підтримується динамічна зміна розміру.
- Управління простором при використанні багатьох дискових пристроїв, включно з підтримкою механізмів що дозволяють гарячу заміну дисків

Додатковий функціонал це шифрування, снапшоти, кешування та деякий функціонал властивий RAID-масивам: RAID0 та RAID1.

## Архітектура

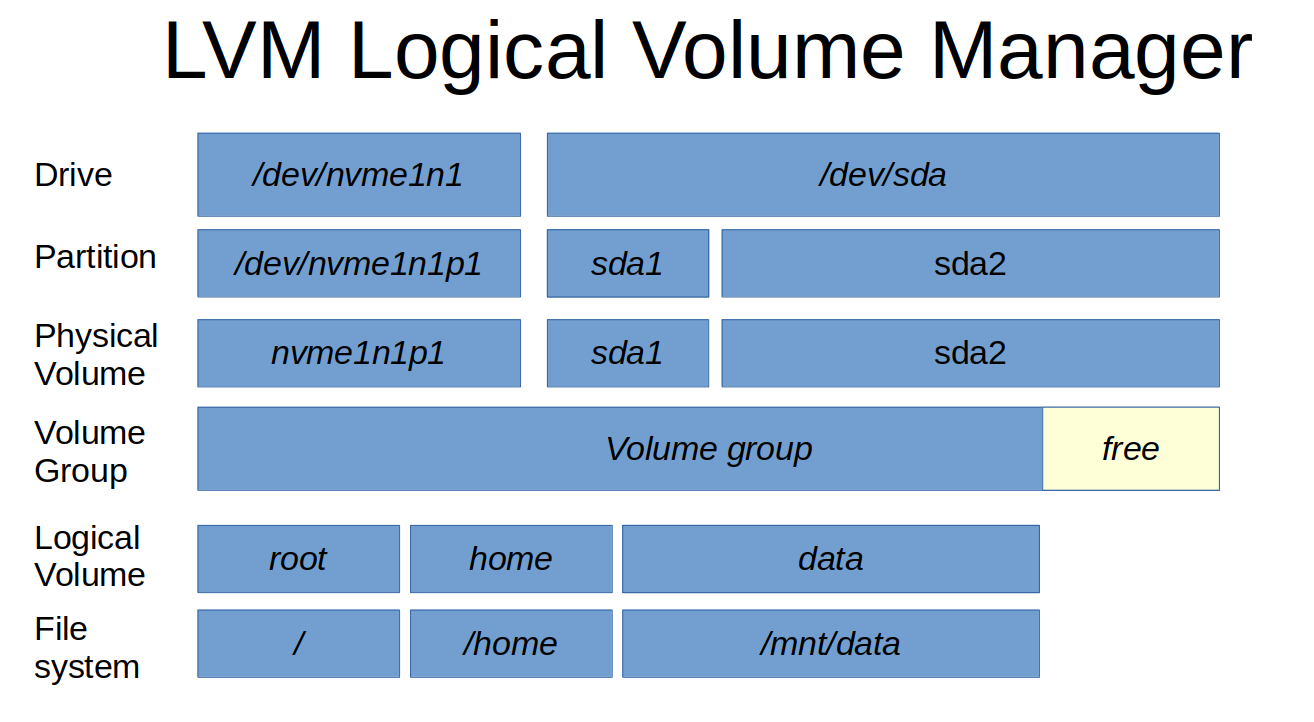
Огляд архітектури LVM

Використовується шарова архітектура, з трьома шарами: Фізичний том PV, Логічна група VG та Логічний том LV.
Фізичний том англ. Physical Volume (PV)
Фізичний том — абстракція над фізичним блоковим пристроєм, який може бути повністю диском, або LUN якщо використовується SAN, або розділом диску, на який LVM записала певні метадані. Потім LVM розпізнає блоковий пристрій як частину LVM. Але безпосередньо працювати з фізичним томом не можна. Під час створення Фізичного тому його простір ділиться на блоки фіксованого розміру, які називаються Фізичний екстент. Розмір екстенту LVM2 за замовчуванням 32МБ, LVM1 був 4МБ. діапазон значень від 128 КБ, і може бути степенем двійки. Обмеження зверху не визначене, але це є одиниця гранулярності якою можна маніпулювати на інших рівнях. Не слід плутати з і екстентами файлової системи, його роль більше схожа на сектор диска.
Група томів англ. Volume Group (VG)
Фізичний том PV додається до групи. У одній групі може бути один або кілька фізичних томів. Кожен фізичний том належить тільки до однієї групи (або не належить жодній, але фізичний том не може належати кільком групам одночасно).
Логічний том англ. Logical Volume (LV)
В групі томів можна створити Логічний том. Саме з логічним томом LV можна працювати так само як і з іншим розділом диску, наприклад логічний том LV можна форматувати в файлову систему. Зазвичай саме таким чином вони і використовуються.
Можна гнучко збільшити або зменшити розмір об'єму логічному тому, завдяки тому що йому призначається діапазон фізичних екстентів з яких він складається. На відміну від розділів диску вони можуть належати різним фізичним томам, а також не обов'язково

## Версії
- LVM 1 — була актуальна для ядер Linux до 2.4. Мала деякі фіксовані обмеження, наприклад кількість груп томів — 99 штук, кількість фізичних томів в системі 256.
- LVM 2 — Розвиток LVM1, збільшені обмеження що обумовлено потребами та об'ємами що зростають. Підтримує томи зроблені в LVM1. Підтримує додатковий функціонал.